# カシジ陸軍補助施設

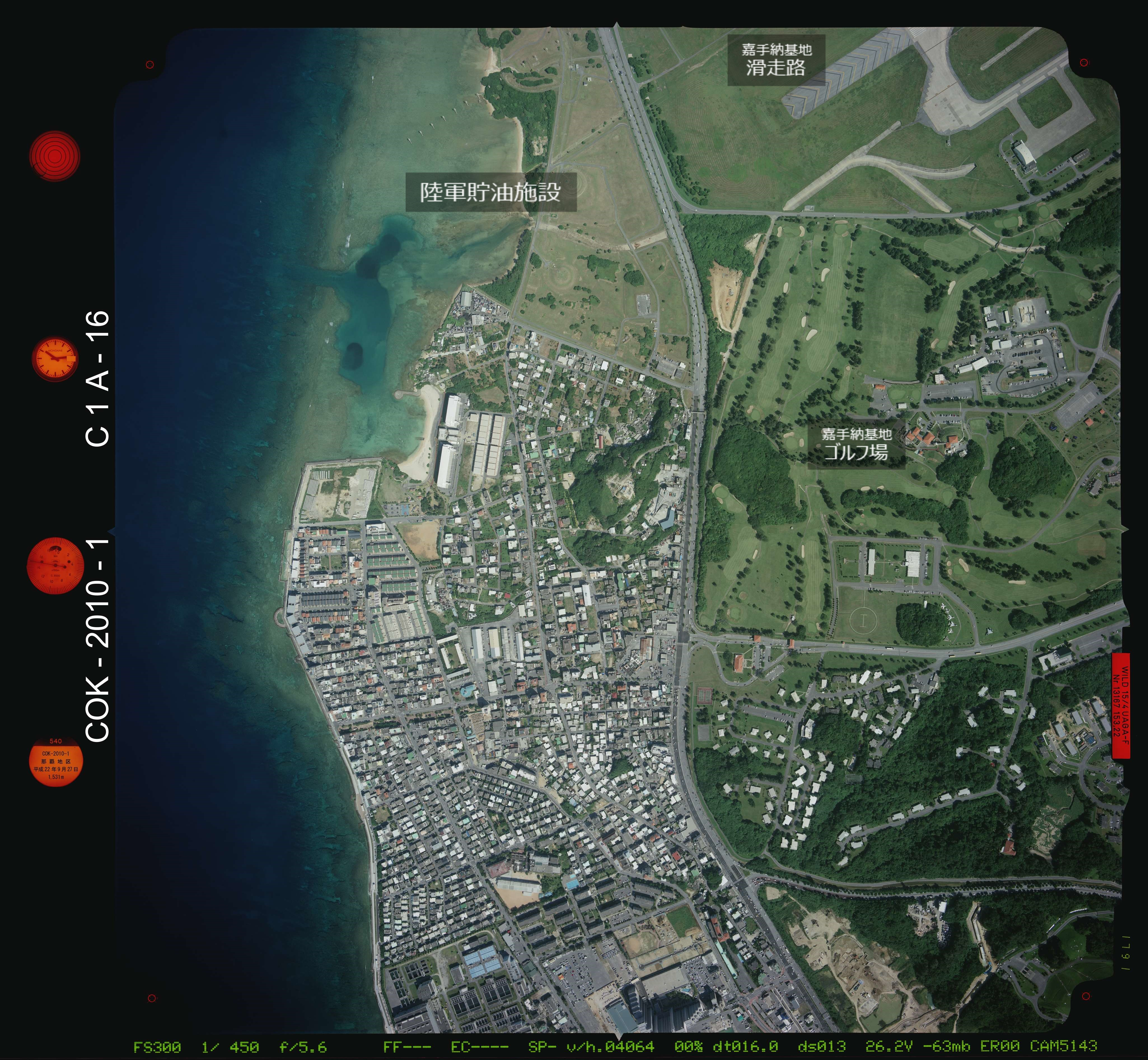
嘉手納基地のバンヤンツリーゴルフコースから国道58号を隔てた丘陵地には、1976年までカシジ陸軍補助施設があった。

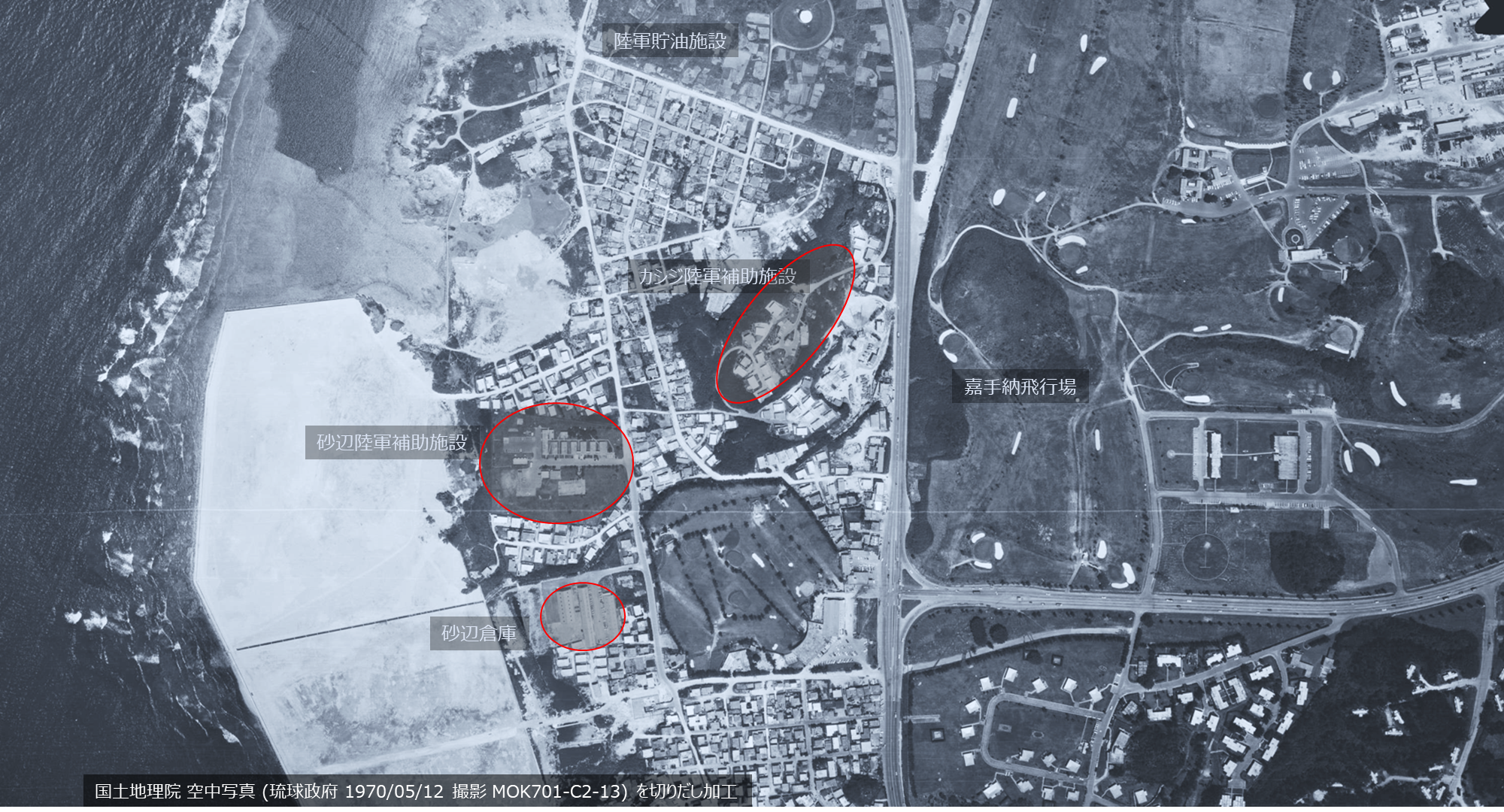
1970年の北谷町砂辺周辺。アメリカ軍基地（嘉手納基地、陸軍貯油施設、カシジ陸軍補助施設、砂辺倉庫、砂辺陸軍補助施設）がならぶ1970年代の北谷町字砂辺周辺。周辺には米軍住宅やゴルフ場がならぶ。カシジ陸軍補助施設の右手 (浜川地区) にはアメリカ国務省職員 (VOA通信所) の住宅と事務所があった。また宮城海岸（北谷町字宮城）が埋め立てられていることがわかる。（琉球政府 1970年5月12日撮影）

カシジ陸軍補助施設（カシジりくぐんほじょしせつ、英語: Kashiji Army Annex）あるいは「サイト・カシジ」(Site Kashiji) は、沖縄県中頭郡北谷町砂辺にあったアメリカ陸軍の基地（施設番号:FAC6041）。1976年に日本へ返還された。

## 概要
アメリカ空軍嘉手納基地のゴルフコースから国道58号を隔て、陸軍貯油施設から連なる洋梨状の形状をした丘陵は、アメリカ陸軍の予防医学研究所などの施設や宿舎などのサイト・カシジ「カシジ陸軍補助施設」として使用された。またカシジ陸軍補助施設と嘉手納基地に隣接する浜川地区にはアメリカ国務省の職員 (VOA通信所) の住宅や事務所、管理棟やアンテナ施設があった。
- 場所:北谷村（現在の北谷町）字砂辺
- 面積:約6,100平方メートル（1972年時点）
- 建造物:予防医学研究所および宿舎と事務所（10棟）、外灯、アスファルト道路、囲障等（9件）[2]

### 歴史
- 1954年頃、予防医学研究所、及び研究所に勤務する職員の住宅等として使用が開始される。
- 1972年5月15日、沖縄返還協定において、「カシジ陸軍補助施設」として日本政府がアメリカ軍に提供開始（使用主目的:事務所）。
- 1976年9月30日、全返還。

沖縄戦で読谷村とともにアメリカ軍の上陸地点となった北谷村の多くの村域は、沖縄戦後も占領が継続した。また嘉手納基地によって大きく南北に分断されたため、北谷村は1948年に嘉手納村（現在の嘉手納町）と分村することとなった。嘉手納基地の海岸側に、「陸軍貯油施設」「カシジ陸軍補助施設」「砂辺陸軍補助施設」「砂辺倉庫」といった軍施設が並んだ。
1955年に砂辺が部分的に返還されるが、1953年頃の嘉手納基地滑走路拡張工事のため砂辺の土地から大量の土砂が採掘されており、また上記のような軍事施設が軒並み並んでいるために護岸工事もできないまま滅失地が増大していた。東側の海岸は埋め立てられ字宮城となった。

## 砂辺貝塚

### 砂辺貝塚
嘉手納基地などの拡大・整備のため、アメリカ軍は、海岸から大量の土砂を採掘し、また丘陵を削平した。1959年4月5日、アメリカ軍工兵部隊のジェームス・ワトソンという人物が貝塚を発見したといわれる。「砂辺貝塚」は、採石のため丘陵の北東側と東側が削平されて原形をとどめておらず、1960年度版の琉球政府の『文化財要覧』には「源域に近い程壊されている」と記述されている。貝塚は丘陵の頂上付近ではなく、既に削り取られた絶壁部分にあったと考えられているためである。1964年の報告でもアメリカ軍の採石工事により「破壊され既に浬滅してしまって、今は遺物の採集も困難である」と記されており、また1976年にカシジ陸軍補助施設が返還されるまで現場は立ち入りが禁止されていた。
返還後、1986年から2年間にわたる北谷町教育委員会の試掘の結果、西側縁辺部に住居址が確認され、中央から西側斜面にかけて遺物を含む層が確認された。また頂上の平坦地からは、3,500年前から3,000年前の伊波式土器、荻堂式土器、大山式土器、カヤウチバンタ式土器など、各年代の土器が出土している。
カシジ陸軍補助施設のあった「砂辺貝塚」の丘陵と、キャンプ瑞慶覧の一部で2020年に返還された「北谷城」の丘陵は、地形的にも共通点が多く、グスク時代から新旧入りまじる多くの遺跡がこの地域に集中している。

### 砂辺ウガン遺跡
また、南側の道路を隔てた小さな丘陵地は砂辺ウガンと呼ばれ、砂辺之殿、神井戸、ヌール墓などが存在し、砂辺集落の極めて「セジ（霊威）高い」聖地が集中する。戦前までは北側の砂辺貝塚の丘陵と地続きであったと考えられている。1979年の調査でグスク土器が出土しており、「砂辺ウガン遺跡」と呼ばれている。ウガンから、さらに直線で南東に続く「砂辺陸軍補助施設」南側のクマヤー洞窟遺跡においても、米軍占領下でガマの入り口が埋められ、場所が特定できなくなっていたが、返還後の調査で約5,000年前の縄文時代前期から600年前のグスク時代まで五期にわたる遺物が確認されている。